# Catalina de María Rodríguez
Josefina Saturnina Rodríguez de Zavalía (Córdoba, 27 de noviembre de 1823-Córdoba, 5 de abril de 1896), más conocida por su nombre eclesiástico Catalina de María Rodríguez, fue una monja católica argentina, beatificada el 25 de noviembre de 2017.
En 1872 fundó la Congregación de Hermanas Esclavas del Corazón de Jesús, la primera congregación femenina de vida apostólica de Argentina.

## Biografía
Catalina de María Rodríguez nació en Córdoba el 27 de noviembre de 1823. Sus padres Hilario Rodríguez Orduña y Catalina Montenegro, conformaban un hogar profundamente cristiano, una familia caracterizada por su protagonismo político, social y religioso. La bautizaron el día de su nacimiento, en la Iglesia Catedral de Córdoba. La ciudad, por esa época, tenía el sello de la obra jesuita, orden dedicada desde tiempos virreinales a la evangelización y a la educación y que le había dado a Córdoba una de las primeras universidades hispanoamericanas. Pese a esta fuerte impronta académica de la ciudad, la educación estaba reservada a los varones. Por eso, Catalina sólo se educó en su casa en las primeras letras.
Perdió a su madre cuando tenía 3 años, y a su padre, a los 8. Por eso, junto a sus tres hermanas, fue criada por sus tías. A los 17 años, Catalina hizo sus primeros Ejercicios espirituales, en los que descubrió su vocación de consagrar su vida a Dios. En ese momento, sin embargo, no concretó este deseo pero se dedicó a promover la obra de los Ejercicios Espirituales.
A los 29 años, a pedido de su confesor, se casó con el coronel Manuel Antonio de Zavalía, un militar que había enviudado y tenía dos hijos. Durante 13 años se consagró a la vida familiar, acompañando a su marido a Paraná, adonde fue destinado como edecán del presidente Santiago Derqui. En esa ciudad, el matrimonio tuvo una hija, que murió al nacer.
Tiempo más tarde, regresaron a Córdoba. Catalina enviudó a los 42 años y retomó entonces su vocación religiosa orientada a formar una comunidad de señoras al servicio de las mujeres más vulnerables para catequizarlas, enseñarles a trabajar y vivir con ellas. «Como los jesuitas, pero en femenino», diría Catalina.
Pero el objetivo era ambicioso para la época. Pasaron siete años de pruebas y contratiempos que Catalina debió sortear para lograr, finalmente, fundar la congregación de las Hermanas Esclavas del Corazón de Jesús, el 29 de septiembre de 1872. Esta es, desde entonces, la primera congregación femenina de vida apostólica de Argentina.
El 8 de diciembre de 1875 a los 52 años, tomó sus primeros votos religiosos.
Tras una prolífica obra al frente de la congregación, Catalina falleció el 5 de abril de 1896 a los 73 años. Entregó su alma a Dios diciendo: «¡Qué cosa tan dulce es morir esclava del Corazón de Jesús!».

### La amistad con el Cura Brochero
En 1880, el santo José Gabriel Brochero, el cura gaucho que batallaba contra la pobreza en la región cordobesa de Traslasierra, le pide a Madre Catalina que las hermanas de su congregación se trasladen a su zona.
Ese año, 16 hermanas cruzan las Sierras Grandes a caballo para atender la Casa de Ejercicios Espirituales y el Colegio de Niñas fundados por el cura.
Catalina y Brochero se conocieron en 1862 cuanto éste era seminarista y realizaba sus Ejercicios en la misma casa en la que Catalina ayudaba como laica en la atención de los ejercitantes. Ambos tomaron los ejercicios de San Ignacio de Loyola como eje de su vida espiritual. Ambos también coincidieron en la actividad solidaria atendiendo a los enfermos y consolando a las familias durante la epidemia del cólera en 1867. También ambos supieron ver el estado de postergación de la mujer de su tiempo e hicieron lo que tuvieron a su alcance para dignificarla.
El respeto y la admiración mutua ha quedado testimoniado en cartas del Cura Gaucho en las que apoya la labor de Madre Catalina y las Hermanas Esclavas del Corazón de Jesús, al mismo tiempo que en escritos de Catalina valorando la humildad y la laboriosidad de Brochero.

### Su obra y su legado
Durante su vida religiosa, Madre Catalina fundó casas de ejercicios y centros de espiritualidad.
Entre 1886 y 1894 realizó numerosos viajes entre Córdoba y las comunidades que iba fundando en Santa Fe, Mendoza, San Juan, Santiago del Estero, Salta y Tucumán. En 1893 fundó en Buenos Aires el Colegio Divino Corazón. Ese mismo año, había visitado Roma.
Hoy, con el lema «Amor y reparación», las Hermanas Esclavas del Corazón de Jesús están presentes en 10 provincias argentinas, en Chile, España y Benín.  En los hogares, trabajan con menores en riesgo y también con los pueblos originarios wichís, rapanui y diversas etnias africanas.

## Beatificación
Madre Catalina de María Rodríguez fue beatificada el 25 de noviembre de 2017 en la ciudad de Córdoba, su ciudad natal.
La ceremonia, realizada en el Centro Cívico del Bicentenario, fue presidida por el cardenal Angelo Amato, prefecto de la Congregación para la Causa de los Santos, según lo informó la Santa Sede.
Fue la primera ceremonia de beatificación en Córdoba, por lo que fue un hecho histórico. Asistieron cerca de 12 mil peregrinos de Argentina y de otros lugares en los que se extiende la obra de la congregación fundada por Madre Catalina. También participaron autoridades políticas, civiles y militares, además de las autoridades eclesiásticas del Vaticano y de Argentina.
En la causa de su beatificación fue fundamental el milagro concedido a una mujer en la ciudad de Tucumán. La gracia aprobada por la Congregación para la Causa de los Santos ocurrió una noche de abril cuando Sofía Acosta, madre de Eugenia Valdez, profesora del Colegio de las Hermanas Esclavas, sufrió una muerte súbita. Los médicos cumplieron todos los protocolos de reanimación sin resultados y comunicaron a la familia la muerte de esta mujer. Pero su hija y el esposo, pidieron que siguieran intentando la reanimación, confiando en que Madre Catalina estaba obrando junto a ellos. Un médico retomó la tarea y comprobó que la mujer comenzaba a tener actividad coronaria. Rápidamente, fue asistida pero con un pronóstico de supervivencia acotado o con severas secuelas.
En el Colegio de las Hermanas Esclavas iniciaron una cadena de oración por la madre de la profesora, quien a las 24 horas evolucionaba de un modo asombroso. Tras 10 días de observación médica, la mujer regresó a su casa sin necesidad de rehabilitación y sin ninguna secuela. Hoy continua viviendo con normalidad.
Este fue el milagro fundamental en la causa de beatificación, que fue aprobado el 7 de julio de 2016 por el Vaticano. Silvia Correale fue la postuladora en esta causa.
En el decreto de beatificación, el papa Francisco I dispuso que su fiesta sea el 27 de noviembre de cada año, en coincidencia con su natalicio. El 27 de noviembre de 2017 su imagen se entronizó en el SUM Madre Catalina de la ciudad de Córdoba y, al mismo tiempo, se la declaró beata del barrio General Paz de la capital provincial.

## Museo
El Museo Catalina de María permite conocer la obra de la beata. Se ubica en barrio General Paz de la capital cordobesa y ofrece un recorrido interactivo en el que se entrelaza la vida de Madre Catalina con el acontecer histórico y social del siglo XIX.
Por último, un recorrido por el centro histórico de Córdoba posibilita a los peregrinos y devotos entrar en contacto con sitios frecuentados por Catalina. Son 14 puntos que reúnen los lugares en los que vivió la beata y las iglesias y monasterios en los que desarrolló su vocación, finalizando en el Museo dedicado a su labor.

## Serie web
Se ha publicado también la serie web Inspiración, rodada entre agosto y septiembre de 2017 en Córdoba, Villa Allende y Villa Cura Brochero. La serie tiene 6 episodios y está disponible en el canal oficial de YouTube Madre Catalina de María Rodríguez. La producción fue realizada por Cinergia Estudio Creativo bajo la dirección de Damián Depetris.